# Mohamed Sifaoui

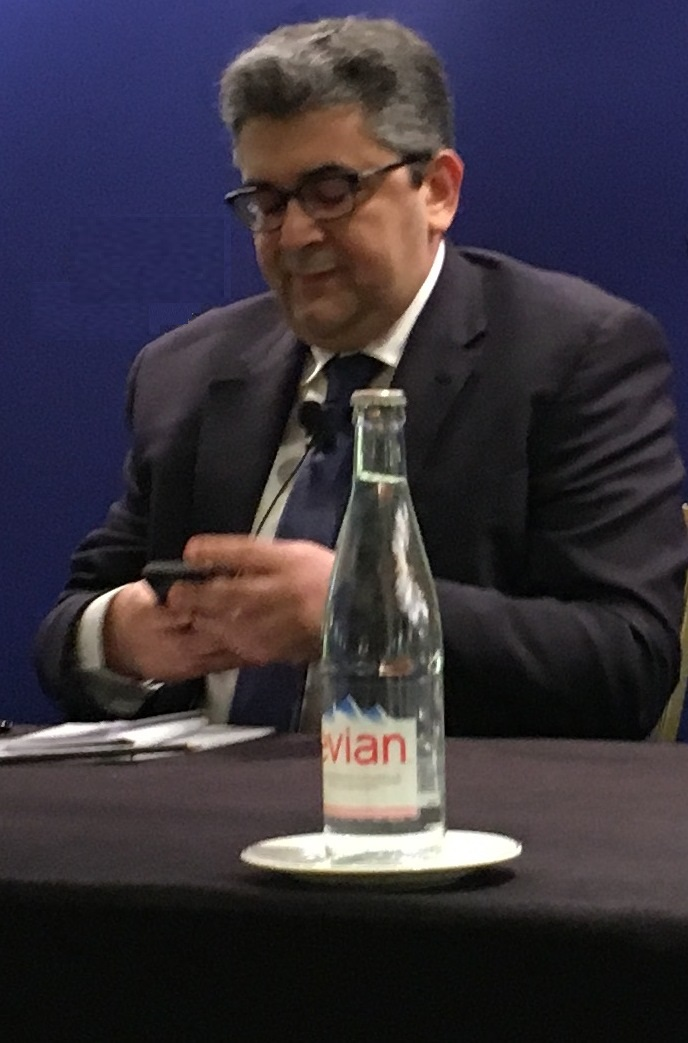
Mohamed Sifaoui (2016)

Mohamed Sifaoui (* 4. Juli 1967) ist ein in Frankreich lebender Journalist und Buchautor algerischer Herkunft.
Der Muslim beschäftigt sich schwerpunktmäßig mit der Aufdeckung islamistischer Netzwerke und ihrer Aktivitäten. Er beschreibt sich selbst als „laizistischen und demokratischen Muslim“ (musulman laïque et démocrate).
Seit 1999 lebt Sifaoui in Frankreich, nachdem er in Algerien knapp einem islamistischen Anschlag entgangen war. Nach seiner Filmreportage Undercover bei Al Qaida (2003), die auch im deutschen Fernsehen gezeigt wurde und zu der auch ein Buch erschien, musste der Journalist sich erneut versteckt halten.
Seit Oktober 2007 ist er ein Vorstandsmitglied der französischen Nichtregierungsorganisation SOS Racisme.
Sifaoui wird von Kritikern vorgeworfen, seine Reportagen seien polemisch und sensationsheischend.
Im Zusammenhang mit dem von der französischen Regierung 2021 aufgelegten Fonds Marianne war Sifaoui am 15. Juni 2023 zu einer Anhörung beim französischen Senat geladen, nachdem er mit der Organisation „Union fédérative des sociétés d’éducation physique et de préparation militaire“ (USEPPM) erfolgreich eine finanzielle Unterstützung in Höhe von 355.000 Euro eingeworben hatte, deren Verwendung im Zuge der Anhörung Kritik hervorrief, da ein erheblicher Teil dieser Gelder als Gehaltszahlung an Sifaoui selbst und einen weiteren Geschäftsführer von USEPPM gegangen war, während die Ergebnisse  der Arbeit der Organisation im Sinne des Fonds als bescheiden eingeschätzt wurden.
Infolge der Untersuchungen zum Fonds Marianne verlor die zuständige Staatssekretärin Marlène Schiappa im Juli 2023 ihr Regierungsamt.

## Bibliographie
- La France malade de l’islamisme. Editions du Cherche Midi 2002. ISBN 2-7491-0027-5
- Brüder des Terrors. Ich war Mitglied einer Al-Qaida-Zelle. Ullstein 2003. ISBN 3-548-36478-0
- Mes frères assassins. Comment j’ai infiltré une cellule d’Al-Qaïda. Editions du Cherche Midi 2003. ISBN 2-7491-0086-0
- Sur les traces de Ben Laden. Editions du Cherche Midi 2004. ISBN 2-7491-0266-9
- Lettre aux islamistes de France et de Navarre. Editions du Cherche Midi 2004. ISBN 2-7491-0287-1
- L’affaire des caricatures. Dessins et Manipulations. Edition Privé 2006. ISBN 2-35076-031-6
- Combattre le terrorisme islamiste. Editions Grasset 2007. ISBN 978-2-246-70561-1
- J’ai infiltré le milieu asiatique. Editions du Cherche Midi 2008. ISBN 978-2-7491-1182-7